# Larchkopf (Tuxer Alpen)
Der Larchkopf (älter auch Lerchkopf) ist ein 1375 m ü. A. hoher Berg bei Strass im Zillertal  am Ausgang des Zillertals in das Unterinntal in Nordtirol.

## Lage
Der Berg gehört zum Nordostkamm der Tuxer Alpen, der sich über Gilfert und Kellerjoch nach Strass erstreckt, und bildet dessen letzten prägnanten Gipfel gegen das Inntal. Der Kamm spaltet sich am Kellerjoch, mit einem Zug zum Larchkopf nördlich des Oxlbachs mit seinem langgezogenen Tal, und einem südlich zum Sonnkogel (1439 m ü. A.) über Schlitters schon im Zillertal. Der Kamm des Larchkopf läuft nordöstlich im Felsen von Maria Brettfall über Strass und Astholz aus. Östlich liegen Schlittersberg und am Fuß Schlitters. Nordwestlich am Inn liegen Maurach und Rotholz, mit der Ruine Rottenburg und  Raffl oberhalb. Bis auf die Talschultern von Raffl und Schlittersberg fällt der Berg zu Inn- wie Zillertal in steileren Wäldern, Schrofen und Wänden ab. Die gesamte Nord- und Ostflanke des Bergs ist Einzugsgebiet der Strasser Giessen.
Der Gipfel liegt im Gemeindegebiet Schlitters, die Gemeindegrenze Strass läuft innseitig direkt unterhalb vorbei, und trifft nach 300 Metern die Gemeindegrenze Buch.

## Geologie und Bergbau
Der Sporn Larchkopf–Brettfall ist wie die ganze rechte Inntalseite der Tuxer Voralpen und der Kelchsauer Alpen von Schwaz nach Brixlegg  aus Schwazer Dolomit (Unterdevon, um 400–350 Mio. Jahre) und Wildschönauer Schiefer (Ordovizium, Silur bis Unterkarbon, um 500–400 Mio. Jahre) aufgebaut. Diese Formationen bilden die Bergbauregion Schwaz–Brixlegg, eines der bedeutendsten Kupfervorkommen der Alpen. Das gefundene Fahlerz, hier der quecksilberhaltige Schwazit, liegt im Dolomit. Der Schiefer bildet die Talterrassen. Der Inntalfuß sind schon kalkalpine Schichten: Hochfilzen-Formation, Alpiner Buntsandstein und Reichenhall-Formation (Perm bis Anis, 300–250 Mio. Jahre) mit eingestreuter Rauhwacke-Dolomitbrekzie (Unteranis, 240 Mio. Jahre).
Nordwestlich des Gipfels wurde auf 1439 m ü. A. ein prähistorischer Bergbauort gefunden. Es handelt sich um einen feuergesetzten Abbau, auch nördlich der Rafflhöfe auf 940 m ü. A. finden sich so alte Abbauspuren. Alte Pingen sind hier allerorten zu sehen.
Ein jüngerer historischer Abbau ist dann der Martinstollen am Weißen Schrofen unterhalb des Gipfels.
Fundorte für Mineralien ziehen sich bis zum Schlittererberg.
Den Brettfall-Felsen unterquert der Brettfalltunnel der Zillertalstraße (Umfahrung Strass).

## Sender Jenbach 2 Larchkopf
Am Gipfel steht ein Sender, Jenbach 2 Larchkopf der den Raum Schwaz/Jenbach und das vordere Zillertal bedient. Ausgestrahlt werden Life Radio (Tirol) und Radio U1 Tirol.
Dieser kleinere Rundfunksender ist aber nicht zu verwechseln mit dem bedeutenderen Richtfunk-Sender Larchkopf (Gerlos 2 Gerlosberg) am Hainzenberg bei Zell.

## Wege
Der Berg ist leichtes Spazier- bis  mittelschweres Wandergebiet. Der Weiterweg am Kamm ist über die Rodaunalm oder die Ortnerkapelle und weiter zur Lackenhütte möglich, wo man dann auf den Aufstieg von Obertroi auf das Kellerjoch trifft.